# منزل أمير لطيفي
منزل أمير لطيفي (بالفارسية: خانه امیرلطیفی) هو منزل تاريخي يعود إلى عصر القاجاريون، ويقع في جرجان.